# 新城镇 (辛集市)
新城镇，是中华人民共和国河北省石家庄市辛集市下辖的一个乡镇级行政单位。

## 行政区划
新城镇下辖以下地区：
新城东街村、新城西街村、新城南街村、新城北街村、路过村、圈头村、白龙丘村、兴隆庄村、大李庄村、沈家庄村、郝家庄村、贾李庄村、前杜科村、后杜科村、曹家园村、满家湾村、张家村、董家屯村、李家屯村、常家屯村和徐家屯村。